# Tullio Zanovello
Tullio Zanovello (* 2. Juli 1962 in Zürich) ist ein schweizerischer Gesamtkunstwerker (Künstler, Komponist und Schriftsteller) mit italienischen Wurzeln.

## Leben
Tullio Zanovello zeigte schon früh Interesse, Gesamtkunstwerke zu entwickeln. Nebst der Malerei erlernte er als Jugendlicher sowohl Violine als auch Klavier, studierte Harmonielehre, Kontrapunktik und vierstimmigen Satz und schrieb erste Libretti und musikalische Werke. Er entschied sich jedoch gegen ein Musikstudium. Hingegen studierte er Romanistik, Germanistik und Komparatistik an der Universität Zürich und schloss mit der Lizentiatsarbeit über Dante Alighieris Divina Commedia ab. Er arbeitete bis 1995 hauptberuflich als Schriftsteller. Ab 1995 begann er seine Geschichten vermehrt in Malerei umzusetzen. Seine Werke wurden in verschiedenen Ausstellungen und Galerien gezeigt. Ab 2006 kombinierte er seine Musik mit seinen malerischen Werken. 2007 entwickelte er dadurch die Kunstform der Bildmaschinen, eine neue theatralische Kunstform, die Malerei, Musik und Bewegung in sich vereint und deren Wurzeln in den mittelalterlichen Triptychen und Polyptychen liegen.
Er lebt und arbeitet in Zürich.

## Wirken

### Schriftstellerisches Werk
1992 erhielt er den Literaturpreis der Stadt Zürich für den Gedichtband Pandämonium. 1993 sprach ihm der Kanton Zürich einen Werkbeitrag für den unvollendeten Roman Die Stadt der stehenden Lokomotiven zu. 1994 verbrachte er vier Monate in Rumänien, wo er den Theater- und Filmregisseur Bogdan Cristian Dragan kennenlernte, mit dem er in der Folge mehrmals zusammenarbeitete. Nebst mehreren Gedichten und Erzählungen schrieb er 1995 die Novelle Die Quarantäne, die Dragan zum gleichnamigen Theaterstück Carantina verarbeitete. Es wurde zwei Jahre lang, von 1995 bis 1997, im Theater Elvira Godeanu in Tîrgu Jiu aufgeführt. Erst 2015 nahm er seine schriftstellerischen Tätigkeiten wieder auf, um seine Libretti selber zu schreiben, sei es für die Chormusik zur Bildmaschine Reduit, sei es für seine Opern.

### Malerisches Werk
Ab 1999 wandte sich Zanovello hauptsächlich der Malerei zu. Seit 2001 machte er die Form der mittelalterlichen Flügel-Triptychen für sich fruchtbar und setzte sie im ersten grossformatigen Triptychon Der Umbau um. Es folgten die Polyptychen Pietà, Fragile und Gnothi Seauton!
Für diese beweglichen Bildwerke begann er, eigens Musik zu komponieren, um den inneren Zusammenhang verschiedener gemalter Bilder musikalisch zu untermalen und sie miteinander zu verketten. 2007 entwickelte er diese Werkgruppe zu Bildmaschinen weiter – ein Begriff, den Museumsdirektor Roland Scotti vorschlug. Im Gegensatz zu klassischen Triptychen und Polyptychen bewegen sich die Teile einer Bildmaschine dank Computersteuerungen automatisch und synchron zur Musik. Ausserdem enthalten Bildmaschinen auch Lichtspiele und bewegte Plastiken. So entstand die grosse Bildmaschinen-Trilogie Imago, Image und Imagination (in Arbeit). 2013 wurde die Bildmaschine Imago in der Galerie Kulturschiene uraufgeführt. Die Musik dazu spielte die Musikgesellschaft Fehraltorf unter der Leitung von Raphael Honegger. 2015 organisierte der Limmattaler Verleger Andreas Babic eine grosse Ausstellung in den Reppisch-Hallen in Dietikon, vorgestellt durch den Museumsdirektor Christoph Vitali. Die Blasharmonie Schlieren spielte unter der Leitung von Tobias Zwyer die Originalmusik zur Bildmaschine Imago live. Der Museumsdirektor Damian Zingg regte daraufhin den Künstler an, eine grosse Bildmaschine für das Museum Sasso San Gottardo herzustellen. 2015 bis 2018 arbeitete Zanovello an der Bildmaschine Gotthard – Das Reduit. 2018 wurde sie im Beisein der Ständeräte Filippo Lombardi, Joseph Dittli und Norman Gobbi öffentlich vorgestellt und fünf Jahre lang im Museum Sasso San Gottardo gezeigt.

### Musikalisches Werk
2007 begann Zanovello die Musik zu all seinen Triptychen und Bildmaschinen zu komponieren. 2012 wurde er eingeladen, für die Internationalen Shakespeare-Tage in Craiova ein Werk zu produzieren. Er komponierte dafür seine Chor-Oper Richard III. – Seduction of Power. Das Symphonieorchester und der Chor von Oltenia führten das Werk in Craiova auf. 2013 schrieb er die Musik zur Performance-Oper Das Grauen und führte sie teilweise auf, indem er zur Musik, die er mit dem Tenor Janko Rusko aufgenommen hatte, Szenen der Handlung malte. 2014 durfte er den Pop-Song «Compassion» für die CD «Love Within» mit Tina Turner, Regula Curti, Dechen Shak-Dagsay & Sawani Shende-Sathaye orchestrieren. 2017 nahm er die Musik zur Bildmaschine Reduit mit der Zürcher Sing-Akademie, Partnerchor des Tonhalle Orchesters, und dem Berner Kammerorchester unter der Leitung von Florian Helgath auf.

## Dokumentarfilme
- Peter Volkart: Making-of Dokumentarfilm Bildmaschine Gotthard – Das Reduit. Zürich 2018.
- Il San Gottardo sulla roccia. Televisione della Svizzera italiana, 30. Juni 2018 (italienisch).
- Stefan Rötheli: Im Atelier von Tullio Zanovello – Die Entstehung der Flügelpolyptychen «Gnothi seauton!» und «Fragile». DVD, Produktion Augenweiden 2006.